# Песница при Марибору
Песница при Марибору (словен. Pesnica pri Mariboru) је градић и управно средиште општине Песница, која припада Подравској регији у Републици Словенији.
По попису становништва из 2011. године, насеље Песница при Марибору имало је 913 становника.